# Хагер, Мишель
Мишель Эдит Хагер (до замужества — Кейпс; англ. Michelle Edith Hager (Capes);) — австралийская хоккеистка на траве, полузащитник. Олимпийская чемпионка 1988 года, участница летних Олимпийских игр 1992 года, серебряный призёр чемпионата мира 1990 года.

## Биография
Мишель Хагер родилась 3 октября 1966 года в пригороде Ист-Фримантл австралийского города Перт.
В 1983—1996 годах выступала на национальном уровне за команды Западной Австралии.
В 1988 году вошла в состав женской сборной Австралии по хоккею на траве на летних Олимпийских играх в Сеуле и завоевала золотую медаль. Играла на позиции полузащитника, провела 5 матчей, мячей не забивала.
В 1990 году завоевала серебряную медаль на чемпионате мира в Сиднее.
В 1992 году вошла в состав женской сборной Австралии по хоккею на траве на летних Олимпийских играх в Барселоне, занявшей 5-е место. Играла на позиции полузащитника, провела 5 матчей, забила 1 мяч в ворота сборной Новой Зеландии.
Трижды выигрывала медали Трофея чемпионов: серебряные в 1987 году в Амстелвене и в 1989 году во Франкфурте-на-Майне, золотую в 1991 году в Берлине.
В 1985—1992 годах провела за женскую сборную Австралии 130 матчей.
Продолжала выступать на уровне штата до 2006 года.
12 июня 1989 года была награждена медалью ордена Австралии.

## Увековечение
В 2007 году введена в Зал славы института спорта Западной Австралии.

## Семья
Происходит из хоккейной семьи: мать Мишель Джун Кейпс и тётя Ширли Тонкин играли за команду Западной Австралии и сборную Австралии.
Старшая сестра — Ли Кейпс (в замужестве — Ноббс; род. 1961), австралийская хоккеистка на траве. Олимпийская чемпионка 1988 года.
Муж — Марк Хагер (род. 1964), австралийский хоккеист на траве и тренер. Бронзовый призёр летних Олимпийских игр 1996 года, участник летних Олимпийских игр 1988 года. Бронзовый призёр летних Олимпийских игр 2020 года как главный тренер женской сборной Великобритании.
Племянница — Кейтлин Ноббс (род. 1997), австралийская хоккеистка на траве. Участница летних Олимпийских игр 2020 года.